# Принципы оценки недвижимости
Принципы оценки недвижимости — это основополагающие положения теории оценки и правила определения стоимости недвижимости. Принципы оценки подразделяются на принципы, которые отражают точку зрения пользователя, взаимосвязь отдельных частей объекта оценки, точку зрения рынка, и принцип наиболее эффективного использования объекта оценки.

## Принципы, отражающие точку зрения пользователя
К группе принципов, отражающих точку зрения пользователя, относятся:
- принцип полезности — принцип оценки, характеризующий способность конкретного объекта оценки удовлетворять потребности пользователя;
- принцип замещения — принцип оценки, утверждающий, что максимальная цена объекта оценки определяется минимальной суммой, за которую может быть приобретен объект-аналог.
- принцип ожидания — принцип оценки, характеризующий точку зрения пользователя на будущие выгоды и их настоящую стоимость.

## Принципы, отражающие взаимосвязь отдельных частей объекта оценки
- принцип добавочной продуктивности — принцип оценки, который утверждает, что добавочная продуктивность определяется чистым доходом, относящимся к земле, после компенсации затрат на труд, капитал и управление.
- принцип вклада — принцип оценки, который утверждает, что вклад определяется суммой, на которую изменяется стоимость объекта оценки вследствие наличия или отсутствия какого-либо элемента в факторах производства.
- принцип возрастающей и уменьшающейся отдачи — принцип оценки, который утверждает, что по мере увеличения какого-либо ресурса в одном из факторов производства рост чистой отдачи сначала увеличивается, а затем начинает уменьшаться.
- принцип сбалансированности — принцип оценки, который утверждает, что максимальный доход от объекта оценки и его максимальную стоимость можно получить при соблюдении оптимальных величин факторов производства.
- принцип экономического размера — принцип оценки, который утверждает, что на рынке существует оптимальное количество факторов производства, необходимое для наиболее эффективного использования объектов оценки.
- принцип экономического разделения — принцип оценки, который утверждает, что имущественные права на объект оценки следует разделять и соединять таким образом, чтобы стоимость объекта оценки при этом увеличивалась.

## Принципы, отражающие точку зрения рынка
К группе принципов, отражающих точку зрения рынка, относятся:
- принцип зависимости − принцип оценки, который утверждает, что стоимость объекта оценки зависит от характера окружающей среды.
- принцип соответствия − Принцип оценки, который утверждает, что максимальная стоимость возникает тогда, когда уровень оформления, удобств, характера использования объектов оценки соответствуют требованиям рынка. Принцип соответствия реализуется в виде двух принципов — регрессии и прогрессии.

1. принцип регрессии − принцип оценки, который утверждает, что при избыточных улучшениях (сверхулучшениях) стоимость объекта оценки уменьшается или не увеличивается.
2. принцип прогрессии − принцип оценки, который утверждает, что стоимость объекта оценки, не имеющего улучшений, повышается в результате функционирования соседних объектов, имеющих улучшения, соответствующие современным требованиям рынка.

- принцип спроса и предложения − принцип оценки, который утверждает, что цена объекта оценки определяется соотношением спроса и предложения по объектам-аналогам на рынке.
- принцип конкуренции − принцип оценки, который утверждает, что если прибыль на рынке превышает уровень, необходимый для оплаты факторов производства, то конкуренция на рынке увеличивается, что приводит к снижению среднего уровня доходов.
- принцип изменения − принцип оценки, который отражает изменение стоимости объекта оценки или цен объектов-аналогов во времени.

## Принцип наиболее эффективного использования
Принцип наиболее эффективного использования − принцип оценки, который утверждает, что наиболее вероятное и разумное использование актива — это использование, которое не противоречит законодательству, физически осуществимо, финансово целесообразно и приводит к наибольшей стоимости имущества. Принцип наиболее эффективного использования является обобщающим принципом в теории оценки.